# Kseniya Grigoreva
Kseniya Grigoreva (Tasjkent, 25 november 1987) is een Oezbeeks alpineskiester. Ze nam tweemaal deel aan de Olympische Winterspelen, maar behaalde geen medaille.

## Carrière
Grigoreva nam nog nooit deel aan een wereldbekerwedstrijd.
Op de Olympische Winterspelen 2010 in Vancouver was een 58e plaats op de reuzenslalom haar beste resultaat.

## Resultaten

### Wereldkampioenschappen
| Jaar | Plaats                 | Resultaten                    |
| ---- | ---------------------- | ----------------------------- |
| 2005 | Bormio                 | 63e Reuzenslalom DNF1 Slalom  |
| 2011 | Garmisch-Partenkirchen | 44e Slalom 72e Reuzenslalom   |
| 2013 | Schladming             | DNF1 Reuzenslalom DNF1 Slalom |
| 2015 | Vail/Beaver Creek      | DNF1 Slalom DSQ1 Reuzenslalom |
| 2017 | Sankt Moritz           | 70e Reuzenslalom DNF1 Slalom  |

### Olympische Spelen
| Jaar | Plaats    | Resultaten                   |
| ---- | --------- | ---------------------------- |
| 2010 | Vancouver | 58e Reuzenslalom DNF1 Slalom |
| 2014 | Sotsji    | 64e Reuzenslalom DNF2 Slalom |